# 新潟県道554号蛭窪京岡線
新潟県道554号蛭窪京岡線（にいがたけんどう554ごう ひるくぼきょうおかせん）は、新潟県南魚沼市の一般県道である。

## 概要

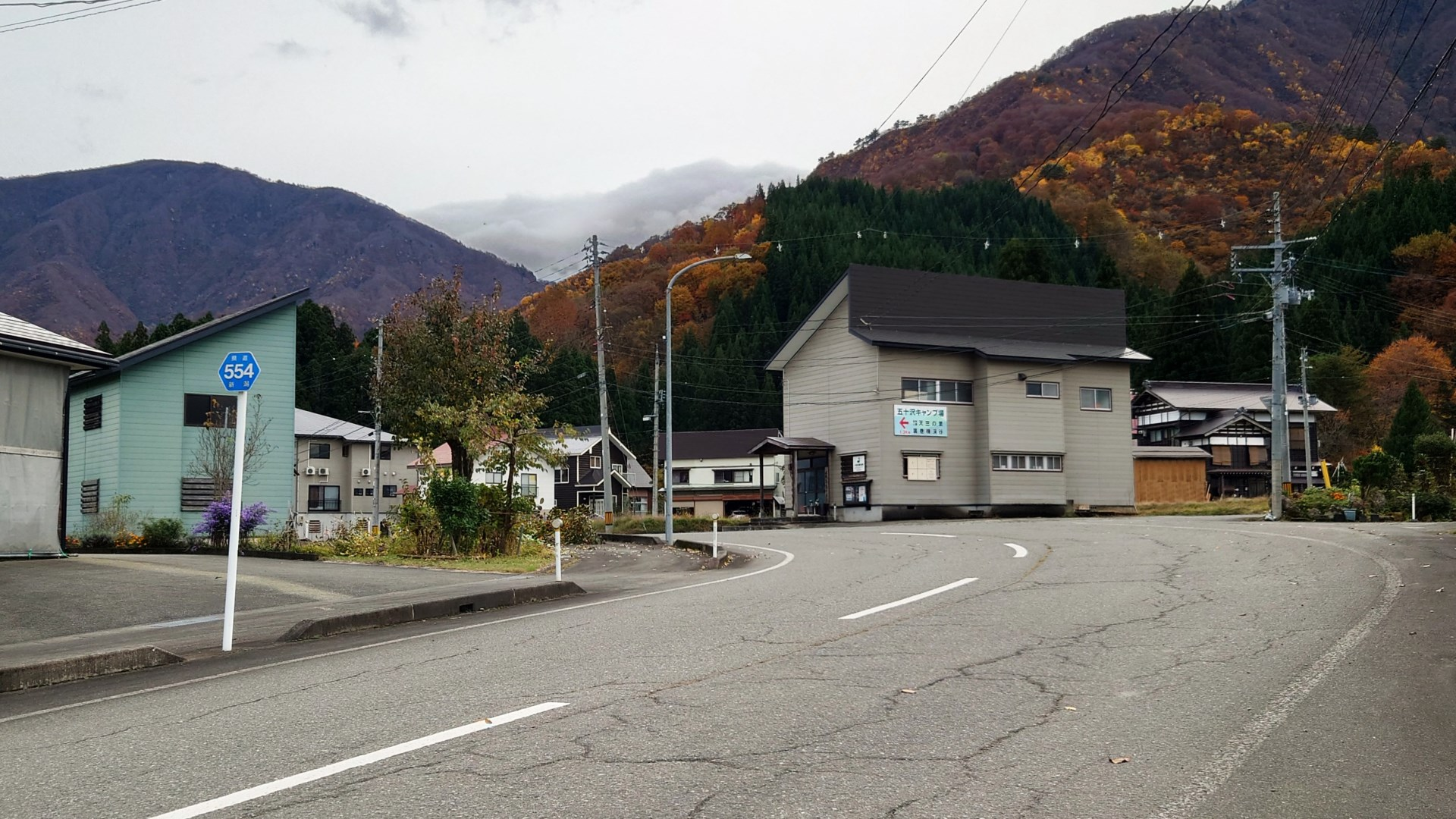
新潟県道554号蛭窪京岡線永松地内

蛭窪大切山の永松発電所付近を起点とし、五十沢川、堂倉沢の二本の河川を渡る。河川により断続的に区切られた狭隘区間と整備済みの区間が続く。整備済み区間は市道により連絡されているが、狭隘区間は冬季閉鎖になる区間がある。京岡新田地内より終点方はセンターラインのある整備された区間となり、京岡字トノソテ道にて新潟県道28号塩沢大和線と接続する。

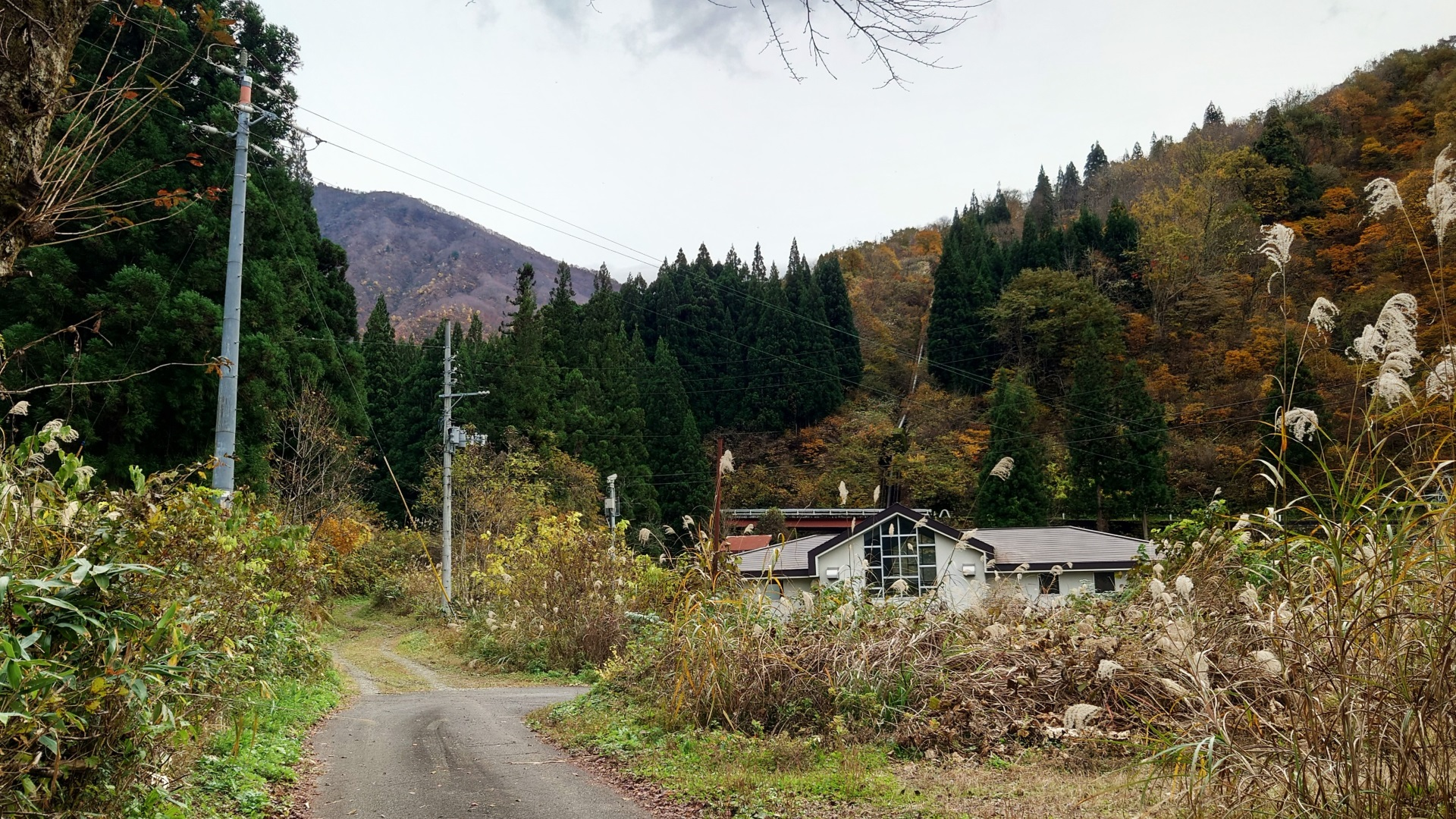
起点、南魚沼市蛭窪字大切山付近にて。白い建物は永松発電所
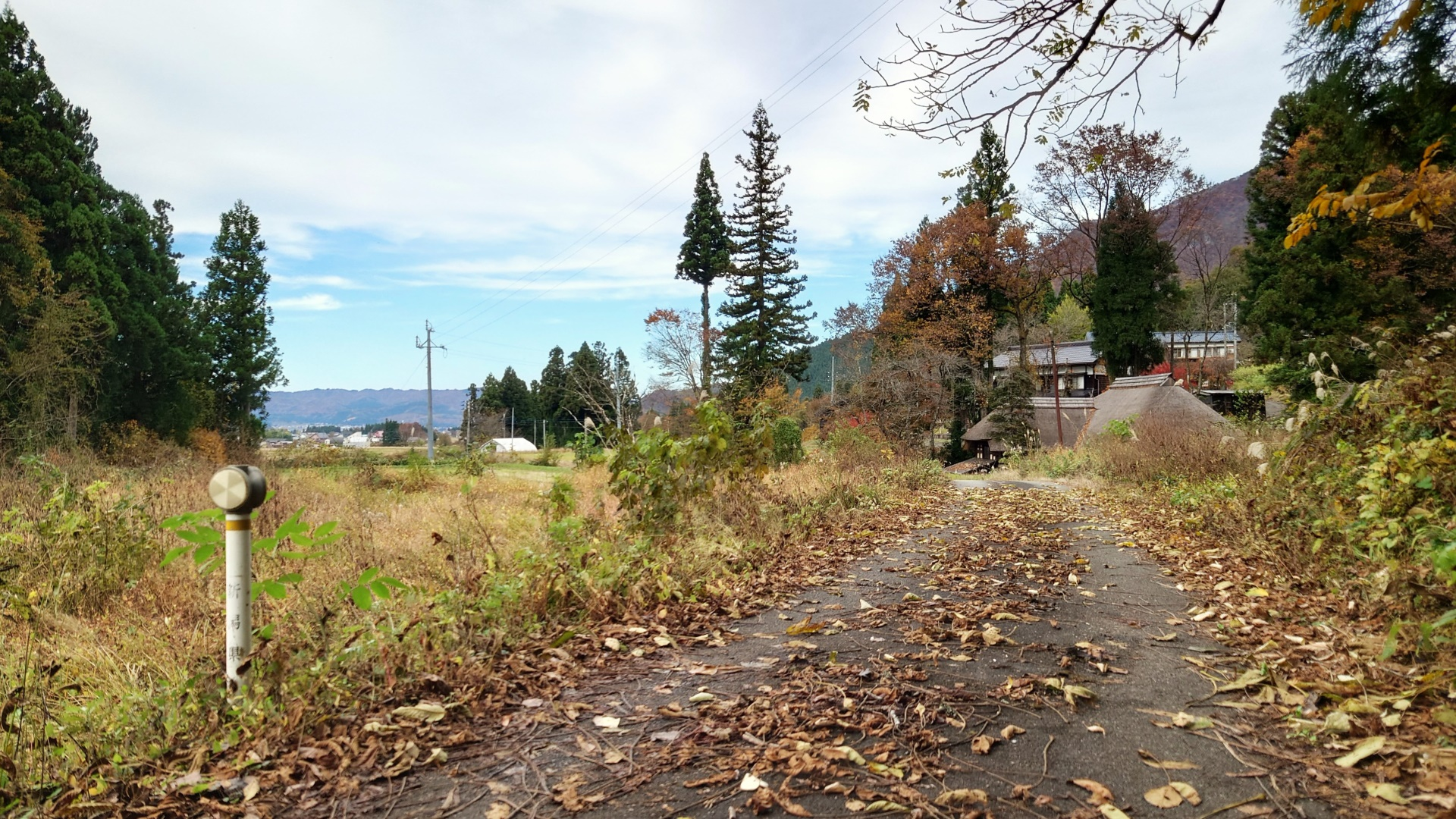
蛭窪地内
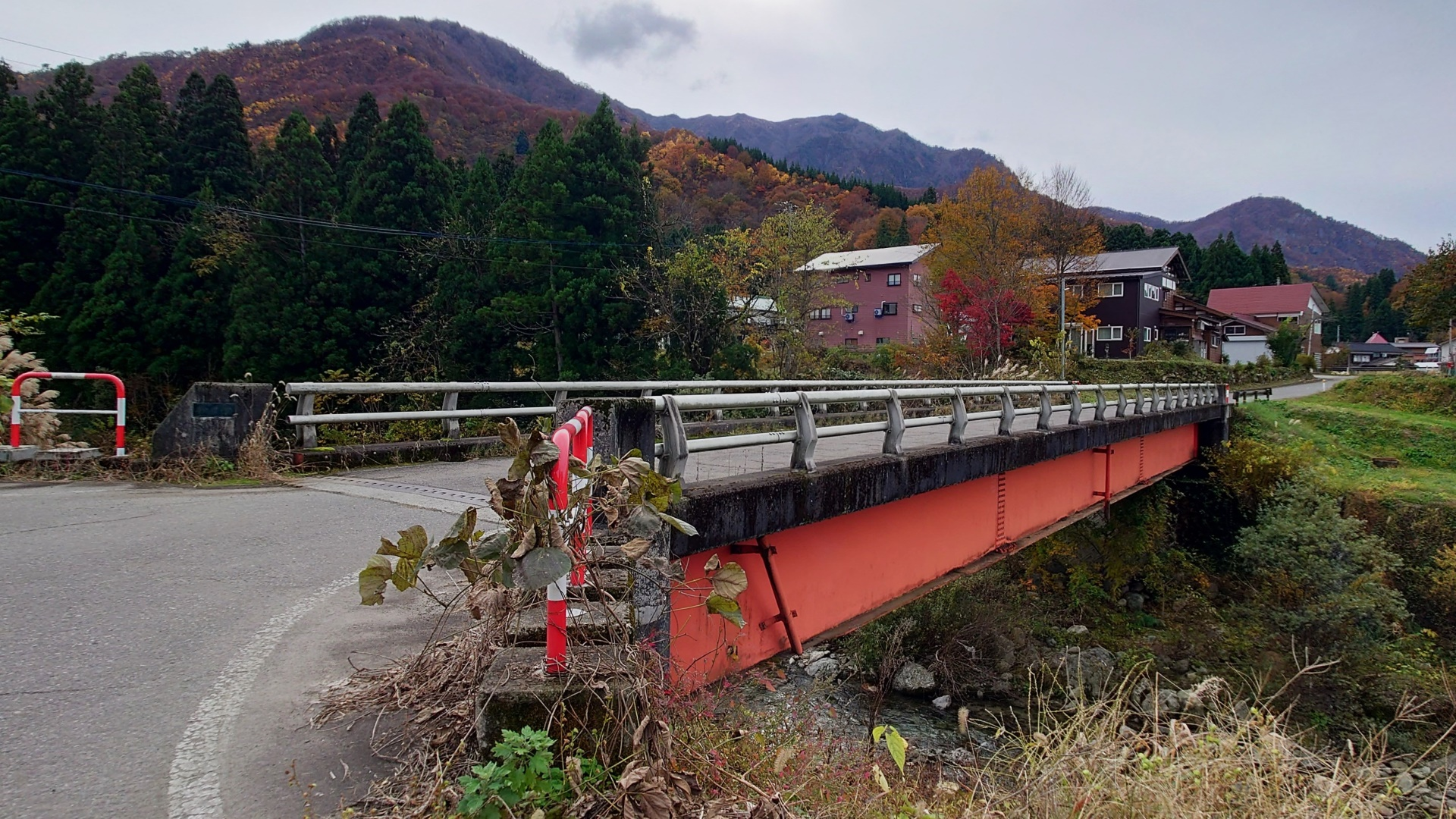
松窪橋
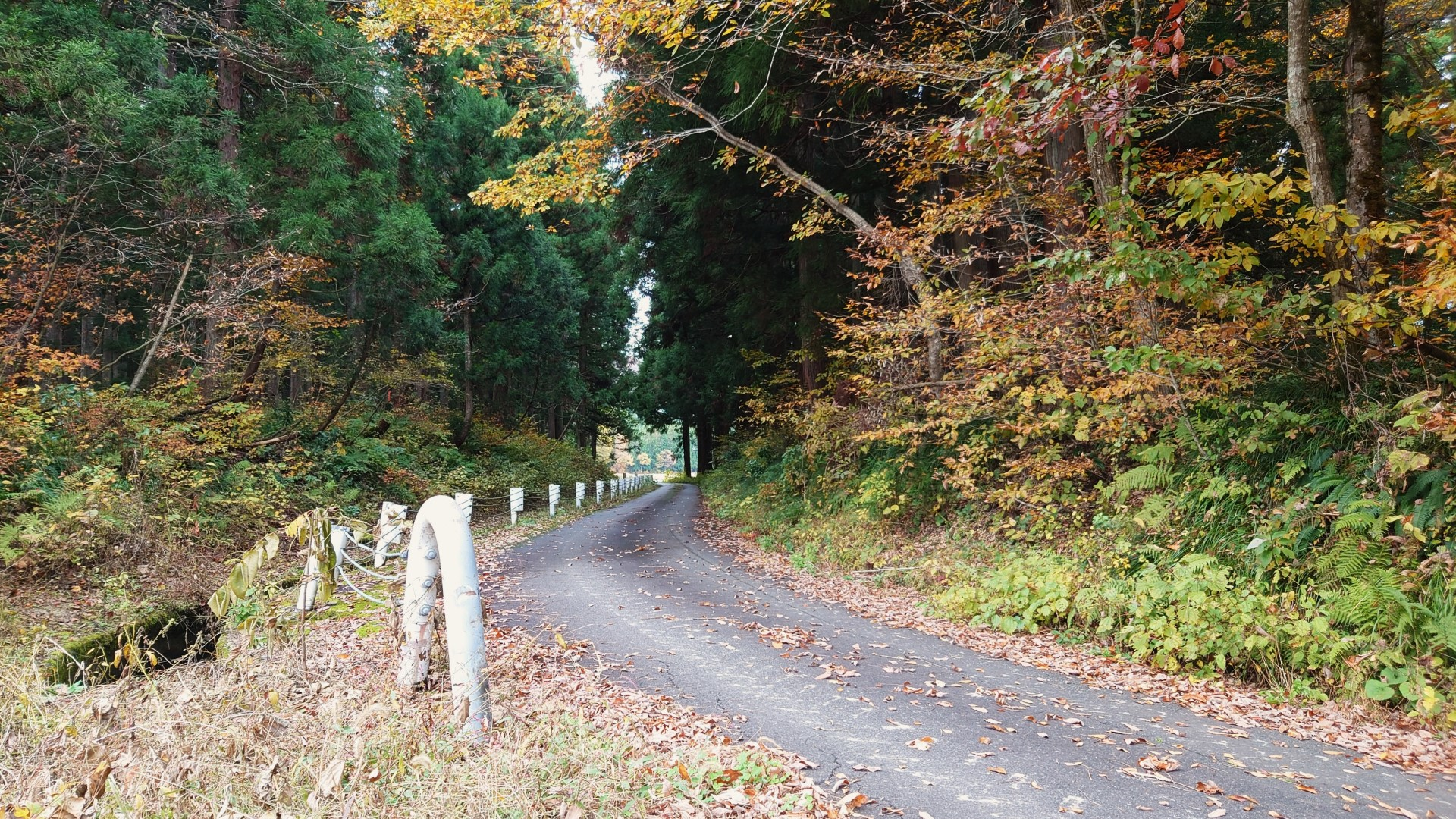
京岡新田地内
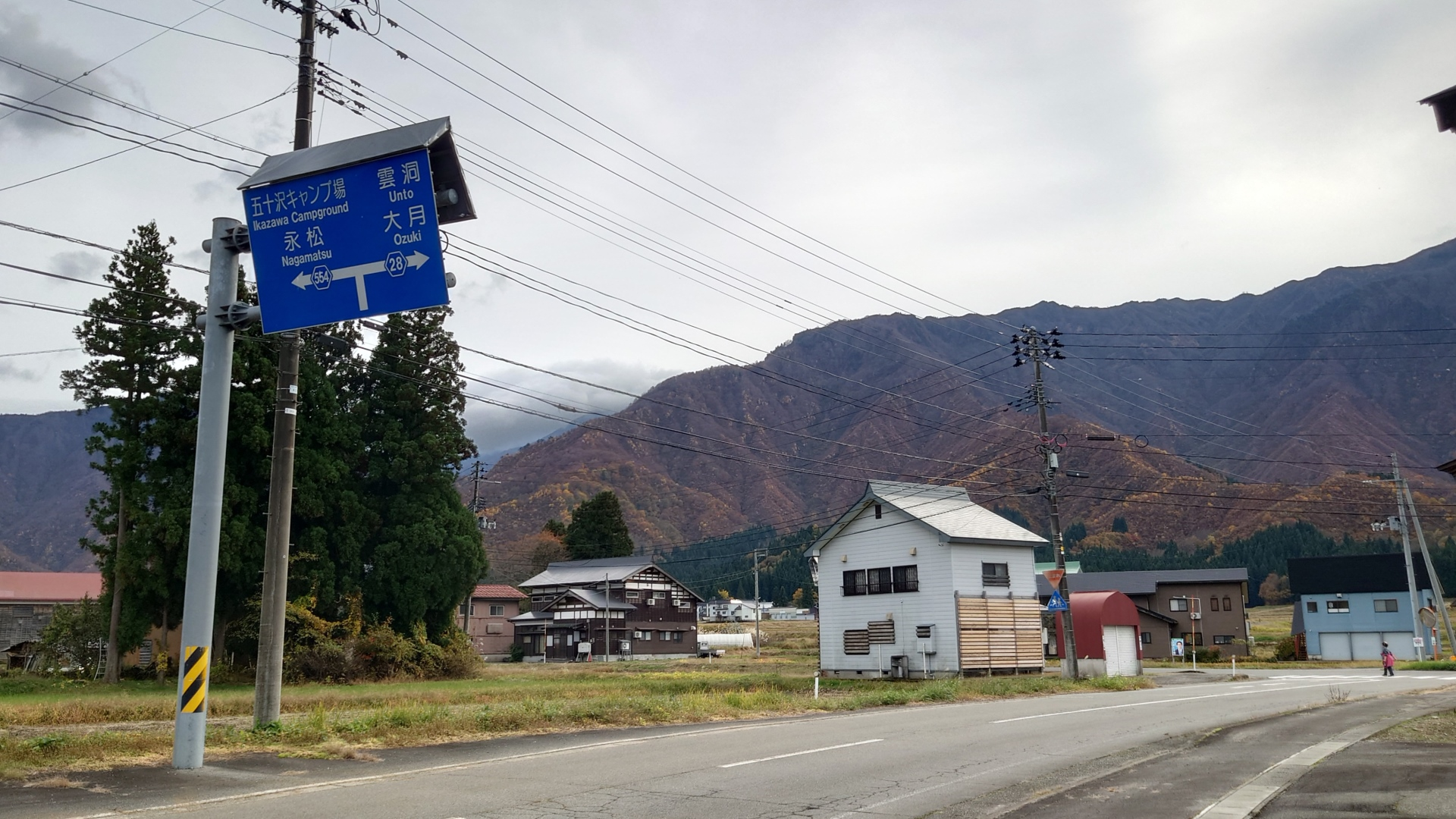
終点、京岡字トノソテ道付近にて

## 地理
通過する自治体
- 新潟県南魚沼市

接続する道路
- 南魚沼市道原蛭窪線
- 市道永松キャンプ場線
- 市道原永松線
- 市道京岡畦地線
- 新潟県道28号塩沢大和線

### 路線データ
- 起点：新潟県南魚沼市蛭窪字大切山451-6

この間冬季閉鎖区間あり（場所：南魚沼市蛭窪地内、永松発電所 - 蛭窪清水、距離：1.0 km、期間：11月下旬 - 5月中旬、迂回路：なし）
- 松窪橋

この間冬季閉鎖区間あり（場所：南魚沼市長松地内、永松西原 - 京岡新田屋敷添、距離：0.5 km、期間：11月下旬 - 5月中旬、迂回路：なし）
- 終点：南魚沼市京岡字トノソテ道199-1